# José Aranalde Gorbieta
José Manuel de Aranalde y Gosvidete (Ferrol, 1792 – Madrid, 12 de enero de 1855) fue un hacendista y político español.  

## Biografía
Gallego de ascendencia vasca, tras la muerte de Fernando VII, fue ministro de Hacienda entre el 15 de enero y el 7 de febrero de 1834. Arbitrista convencido, al cesar como ministro fue nombrado director general de Rentas y, en 1841, contador de crédito público, ministro del Tribunal de Cuentas y contador general del Reino. Fue Senador por Canarias entre los años 1841 y 1843. 
| Predecesor: Javier de Burgos | Ministro de Hacienda 1834 | Sucesor: José Imaz Baquedano |